# Аустрија на Светском првенству у атлетици у дворани 2016.
Аустрија је учествовала на Светском првенству у атлетици у дворани 2016. одржаном у Портланду од 17. до 20. марта шеснаести пут, односно учествовала је на свим првенствима до данас. Репрезентацију Аустрије представљала је 1 такмичарка која се такмичила у трци на 60 м препоне
.,
На овом првенству Аустрија није освојила ниједну медаљу. Није било нових националних, личних и рекорда сезоне.

## Учесници
Жене:
- Стефани Бендрат — 60 м препоне

## Резултати

### Жене
| Атлетичарка     | Дисциплина   | Лични рекорд | Квалификација | Квалификација | Полуфинале | Полуфинале | Финале                | Финале       | Детаљи |
| Атлетичарка     | Дисциплина   | Лични рекорд | Резултат      | Место         | Резултат   | Место      | Резултат              | Место        | Детаљи |
| --------------- | ------------ | ------------ | ------------- | ------------- | ---------- | ---------- | --------------------- | ------------ | ------ |
| Стефани Бендрат | 60 м препоне | 8,13         | 8.25          | 4. у гр. 2    |            |            | Није се квалификовала | 13 / 18 (19) |        |